# Kalle Päätalo
Kaarlo (Kalle) Alvar Päätalo (Taivalkoski, 11 november 1919 – Tampere, 20 november 2000) was een Fins schrijver. Hij geldt als een van de populairste Finse schrijvers van de twintigste eeuw. Zijn Iijoki-serie, bestaande uit 26 romans, is een van de omvangrijkste autobiografische werken ooit geschreven.
Päätalo werd geboren in Jokijärvi in Taivalkoski en bracht daar ook zijn jeugd door. Hij was de tweede in een gezin van acht kinderen.
Päätalo debuteerde in 1958 en ontving op latere leeftijd een Pro Finlandia-medaille in 1978 en een eredoctoraat van de Universiteit van Oulu in 1994.
1. ↑  http://libro.fi/?page_id=225; geraadpleegd op: 30 april 2017.
2. ↑  http://www.kirjakauppaliitto.fi/data/pdf/file-573c47435a41a.pdf; geraadpleegd op: 30 april 2017.
3. ↑  Helsingin Sanomat; pagina('s): 22; datum van uitgave: 6 december 1978.
4. ↑  Helsingin Sanomat; pagina('s): D1; datum van uitgave: 6 december 1994.
5. ↑  Helsingin Sanomat; pagina('s): 26; datum van uitgave: 6 december 1988.
6. ↑  The National Biography of Finland; geraadpleegd op: 28 februari 2021; Kansallisbiografia-identificatiecode: 4834.